# Córcira (mitologia)
Córcira, na mitologia grega, era uma ninfa, filha do deus-rio Asopo e de Metope, filha de Ladão; seus pais tinham dois filhos, Pelasgo e Ismeno, e doze filhas, Córcira, Salamina, Egina, Peirene, Cleone, Tebas, Tânagra, Tespeia, Asopis, Sinope, Ornia e Cálcis.
Córcira foi raptada pelo deus do mar Posídon e levada para uma ilha, que passou a se chamar Córcira; nela nasceu Feace, ancestral dos feácios. Alcínoo, filho de Feace, foi quem retornou Odisseu à Ítaca.